# Lijst van Tweede Kamerleden 1933-1937

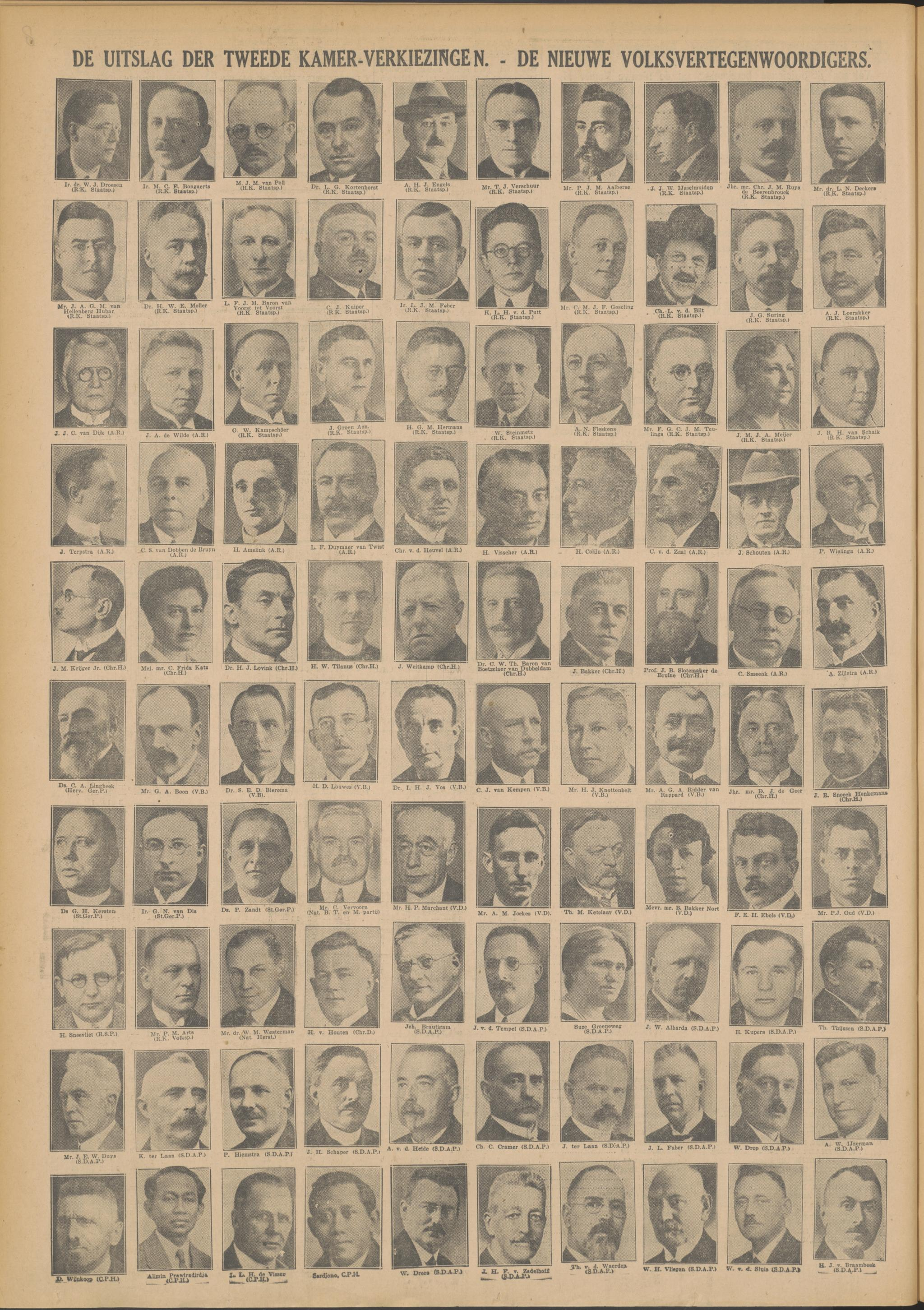

De samenstelling van de Tweede Kamer der Staten-Generaal 1933-1937 biedt een overzicht van de Tweede Kamerleden in de periode tussen de Tweede Kamerverkiezingen van 26 april 1933 en de Tweede Kamerverkiezingen van 26 mei 1937. De regering werd in mei 1933 gevormd door het kabinet-Colijn II. De zittingsperiode ging in op 9 mei 1933. Er waren 100 Tweede Kamerleden.
De partijen staan in volgorde van grootte. De politici staan in alfabetische volgorde, uitgezonderd de fractievoorzitter, die telkens vetgedrukt als eerste van zijn of haar partij vermeld staat.

## Gekozen bij de verkiezingen van 26 april 1933

### RKSP (28 zetels)
- Piet Aalberse, fractievoorzitter
- Charles Ludovicus van de Bilt[1]
- Max Bongaerts
- Laurentius Nicolaas Deckers
- Willem Jozef Droesen
- Arnold Engels
- Louis Jean Marie Feber
- Albertus Nicolaas Fleskens
- Carel Goseling
- Jacobus Groen Azn.
- Jacques van Hellenberg Hubar
- Henricus Gerardus Maria Hermans
- Joseph Johan Wilhelm IJsselmuiden
- Gerardus Wilhelmus Kampschöer
- Rad Kortenhorst
- Kees Kuiper[2]
- Toon Loerakker
- Annie Meijer
- Hendrik Moller
- Max van Poll
- Harry van der Putt
- Charles Ruijs de Beerenbrouck
- Josef van Schaik
- Willem Steinmetz
- Johannes Georgius Suring
- Frans Teulings
- Timotheus Josephus Verschuur
- Louis François Joseph Maria van Voorst tot Voorst[2]

### SDAP (22 zetels)
- Willem Albarda, fractievoorzitter
- Hendrik Jan van Braambeek
- Johan Brautigam
- Charles Cramer
- Willem Drees
- Willem Drop
- Jan Duijs
- Jan Faber
- Suze Groeneweg
- Albert van der Heide
- Pieter Hiemstra
- Arie IJzerman
- Evert Kupers
- Jan ter Laan
- Kornelis ter Laan
- Jan Schaper
- Wiebe van der Sluis
- Jan van den Tempel
- Theo Thijssen
- Willem Vliegen
- Theo van der Waerden
- Jan van Zadelhoff

### ARP (14 zetels)
- Hendrik Colijn, fractievoorzitter
- Herman Amelink
- Jannes Johannes Cornelis van Dijk
- Cornelis Simon van Dobben de Bruijn
- Lodewijk Franciscus Duymaer van Twist
- Chris van den Heuvel
- Jan Schouten
- Chris Smeenk
- Jan Terpstra
- Hugo Visscher
- Piet Wielinga
- Jacob Adriaan de Wilde
- Cornelis van der Zaal
- Albertus Zijlstra

### CHU (10 zetels)
- Dirk Jan de Geer, fractievoorzitter
- Jouke Bakker[2]
- Carel Wessel Theodorus van Boetzelaer van Dubbeldam
- Frida Katz
- Jan Krijger jr.[3]
- Hermanus Johannes Lovink
- Jan Rudolph Slotemaker de Bruine
- Johan Reinhardt Snoeck Henkemans
- Hendrik Tilanus
- Jan Weitkamp

### Vrijheidsbond (7 zetels)
- Hendrik Johan Knottenbelt, fractievoorzitter
- Steven Edzo Broeils Bierema
- Gerard Adolf Boon
- Carel Joseph van Kempen
- Herman Derk Louwes
- Anthon Gerrit Aemile van Rappard
- Isidoor Henry Joseph Vos

### VDB (6 zetels)
- Henri Marchant, fractievoorzitter
- Betsy Bakker-Nort
- Fekko Ebel Hajo Ebels
- Dolf Joekes
- Theodore Matthieu Ketelaar
- Pieter Oud

### CPH (4 zetels)
- Lou de Visser, fractievoorzitter
- Roestam Effendi[3]
- Kees Schalker[3]
- David Wijnkoop

### SGP (3 zetels)
- Gerrit Hendrik Kersten, fractievoorzitter
- Cor van Dis
- Pieter Zandt

### HGSP (1 zetel)
- Casper Andries Lingbeek, fractievoorzitter

### NBTMP (1 zetel)
- Cornelis Vervoorn, fractievoorzitter

### CDU (1 zetel)
- Harm van Houten, fractievoorzitter

### RSP (1 zetel)
- Henk Sneevliet[4], fractievoorzitter

### RKVP (1 zetel)
- Pius Arts, fractievoorzitter

### VNH (1 zetel)
- William Westerman[3], fractievoorzitter

## Bijzonderheden
- Frans Beelaerts van Blokland (CHU) en Cornelis Jacobus Snijders (VNH) namen hun verkiezing niet aan, de eerste vanwege zijn benoeming tot vicepresident van de Raad van State, de tweede vanwege zijn hoge leeftijd. Hun opvolgers, Jan Krijger jr. (CHU) en William Westerman (VNH), werden respectievelijk op 12 en 9 mei dat jaar geïnstalleerd.
- Alimin Prawirodirdjo en Sardjono (beiden CPH) namen hun verkiezing tot Tweede Kamerlid niet aan. Hun opvolgers Kees Schalker en Roestam Effendi werden op 4 juli dat jaar geïnstalleerd.

## Tussentijdse mutaties

### 1933
- 24 mei: Hendrik Colijn (ARP) nam ontslag vanwege zijn benoeming tot minister in het kabinet-Colijn II. Zijn opvolger Bram Rutgers werd vanwege zijn terugreis uit Suriname pas op 12 september dat jaar geïnstalleerd. Colijn werd als fractievoorzitter van de ARP op 1 juni 1933 opgevolgd door Jan Schouten.
- 26 mei: Pieter Oud (VDB) nam ontslag vanwege zijn benoeming tot minister in het kabinet-Colijn II. Zijn opvolger Jan Schilthuis werd op 13 juni dat jaar geïnstalleerd.
- 27 mei: Jacob Adriaan de Wilde (ARP) en Henri Marchant (VDB) namen ontslag vanwege hun benoeming tot minister in het kabinet-Colijn II. Hun opvolgers Tiemen van Dijk (ARP) en Dirk Kooiman (VDB) werden op respectievelijk 27 en 13 juni dat jaar geïnstalleerd. Marchant werd als fractievoorzitter van de VDB op 1 juni 1933 opgevolgd door Dolf Joekes.
- 29 mei: Timotheus Josephus Verschuur en Laurentius Nicolaas Deckers (beiden RKSP) namen ontslag vanwege hun benoeming tot minister in het kabinet-Colijn II. Hun opvolgers Theodoor François Marie Schaepman en Martien van der Weijden werden op 27 juni dat jaar geïnstalleerd.
- 31 mei: Josef van Schaik (RKSP) nam ontslag vanwege zijn benoeming tot minister in het kabinet-Colijn II. Zijn opvolger Gerardus Wilhelmus Josephus van Koeverden werd op 27 juni dat jaar geïnstalleerd.
- 12 juni: Jan Rudolph Slotemaker de Bruine (CHU) nam ontslag vanwege zijn benoeming tot minister in het kabinet-Colijn II. Zijn opvolger Jan Willem Hendrik Rutgers van Rozenburg werd op 27 juni dat jaar geïnstalleerd.
- 5 oktober: Hendrik Johan Knottenbelt (Vrijheidsbond) vertrok uit de Tweede Kamer vanwege zijn verkiezing tot lid van de Eerste Kamer der Staten-Generaal. Zijn opvolger Willem Carel Wendelaar werd op 12 oktober dat jaar geïnstalleerd. Knottebelt werd als fractievoorzitter van de Vrijheidsbond op 18 oktober 1933 opgevolgd door Steven Edzo Broeils Bierema.

### 1934
- 31 januari: Jacques van Hellenberg Hubar (RKSP) nam ontslag vanwege zijn benoeming tot burgemeester van Rijswijk. Zijn opvolger Eduard Joseph Marie Stumpel werd op 6 maart dat jaar geïnstalleerd.
- 31 augustus: Jan Schaper (SDAP) overleed. Zijn opvolgster Agnes de Vries-Bruins werd op 20 september dat jaar geïnstalleerd.
- 30 september: de Roomsch-Katholieke Volkspartij (RKVP) veranderde van partijnaam en heette vanaf dan de Katholieke Democratische Partij (KDP).

### 1935
- 2 maart: de Revolutionair-Socialistische Partij (RSP) veranderde van partijnaam en heette vanaf dan de Revolutionair-Socialistische Arbeiderspartij (RSAP).
- 19 augustus: Anthon Gerrit Aemile van Rappard (Vrijheidsbond) nam ontslag vanwege zijn verkiezing tot lid van de Eerste Kamer der Staten-Generaal. Zijn opvolger Johan Adriaan Herman Coops werd op 17 september dat jaar geïnstalleerd.
- 14 september: Albertus Nicolaas Fleskens (RKSP) nam ontslag vanwege zijn verkiezing tot lid van de Eerste Kamer der Staten-Generaal. Zijn opvolger Emile Lockefeer werd op 7 november dat jaar geïnstalleerd.
- 20 september: Johan Brautigam (SDAP) nam ontslag vanwege zijn benoeming tot wethouder in Rotterdam. Zijn opvolger Leendert Antonie Donker werd op 2 oktober dat jaar geïnstalleerd.
- 3 oktober: Johan Reinhardt Snoeck Henkemans (CHU) nam ontslag vanwege zijn functie van wethouder van 's-Gravenhage. Zijn opvolger Tjeerd Krol werd op 24 oktober dat jaar geïnstalleerd.
- 16 november: Jan Duijs werd uit de SDAP-fractie geroyeerd omdat hij zich kantte tegen het revolutionaire en antimilitaristische karakter van de partij. Vanaf 29 november dat jaar vormde hij als Groep-Duijs een eenmansfractie in de Tweede Kamer.
- 1 december: Hugo Visscher (ARP) verliet zijn fractie en zetelde verder als eenmansfractie, de Groep-Visscher.

### 1936
- 1 januari: Hugo Visscher (Groep-Visscher) vertrok uit de Tweede Kamer. Zijn opvolger Gerardus van Baren werd op 18 februari dat jaar geïnstalleerd.
- 20 januari: Bram Rutgers (ARP) nam ontslag vanwege zijn benoeming tot lid van de Raad van State. Zijn opvolger Pieter Abraham Schwartz werd op 18 februari dat jaar geïnstalleerd.
- 17 april: Charles Ruijs de Beerenbrouck (RKSP) overleed. Zijn opvolger Pieter Willem Hendrik Truyen werd op 9 juni dat jaar geïnstalleerd.
- 28 april: Louis Jean Marie Feber (RKSP) vertrok uit de Tweede Kamer vanwege zijn functie van wethouder van 's-Gravenhage. Zijn opvolger Hubertus Eduardus van den Brule werd op 30 juni dat jaar geïnstalleerd.
- 7 mei: Piet Aalberse (RKSP) nam ontslag als fractievoorzitter vanwege zijn verkiezing tot voorzitter van de Tweede Kamer. Hij werd als fractievoorzitter van de RKSP opgevolgd door Carel Goseling.
- 27 juni: Theodore Matthieu Ketelaar (VDB) overleed. Zijn opvolger Mozes Meijer Cohen werd op 15 september dat jaar geïnstalleerd.

1815-1818 ·
1818-1821 ·
1821-1824 ·
1824-1827 ·
1827-1830 ·
1830-1833 ·
1833-1836 ·
1836-1839 ·
1839-1842 ·
1842-1845 ·
1845-1848 ·
1848-1849 ·
1849-1850 ·
1850-1852 ·
1852-1853 ·
1853-1854 ·
1854-1856 ·
1856-1858 ·
1858-1860 ·
1860-1862 ·
1862-1864 ·
1864-1866 ·
1866 (sep) ·
1866-1868 ·
1868-1869 ·
1869-1871 ·
1871-1873 ·
1873-1875 ·
1875-1877 ·
1877-1879 ·
1879-1881 ·
1881-1883 ·
1883-1884 ·
1884-1886 ·
1886-1887 ·
1887-1888 ·
1888-1891 ·
1891-1894 ·
1894-1897 ·
1897-1901 ·
1901-1905 ·
1905-1909 ·
1909-1913 ·
1913-1917 ·
1917-1918 ·
1918-1922 ·
1922-1925 ·
1925-1929 ·
1929-1933 ·
1933-1937 ·
1937-1946 ·
1946-1948 ·
1948-1952 ·
1952-1956 ·
1956-1959 ·
1959-1963 ·
1963-1967 ·
1967-1971 ·
1971-1972 ·
1972-1977 ·
1977-1981 ·
1981-1982 ·
1982-1986 ·
1986-1989 ·
1989-1994 ·
1994-1998 ·
1998-2002 ·
2002-2003 ·
2003-2006 ·
2006-2010 ·
2010-2012 ·
2012-2017 ·
2017-2021 ·
2021-2023 ·
2023-heden
Overzicht historische zetelverdeling